# Kleopatra VI Tryfajna III
Kleopatra VI Tryfajna III (gr. basilissa Kleopatra VI Thea Tryphaina, królowa Kleopatra Bogini Zwycięska, ur. ok. 75 p.n.e., zm. 56 p.n.e.) – młodsza córka Ptolemeusza XII i Kleopatry V Tryfajny II. Wyniesiona do władzy w 57 roku p.n.e. po ucieczce do Rzymu jej ojca. Władzę sprawowała do swej śmierci w 56 roku p.n.e. Po jej śmierci władzę objęła jej starsza siostra, Berenika IV.